# Ikeda Kei
Ikeda Kei (池田 圭 Ikeda Kei, sinh ngày 20 tháng 10 năm 1986 ở Inzai, Chiba) là một cầu thủ bóng đá người Nhật Bản hiện tại thi đấu cho Sagan Tosu.

## Thống kê sự nghiệp câu lạc bộ
Cập nhật đến ngày 23 tháng 2 năm 2017.
| Thành tích câu lạc bộ | Thành tích câu lạc bộ       | Thành tích câu lạc bộ | Giải vô địch | Giải vô địch | Cúp                   | Cúp                   | Cúp Liên đoàn | Cúp Liên đoàn | Tổng cộng | Tổng cộng |
| Mùa giải              | Câu lạc bộ                  | Giải vô địch          | Số trận      | Bàn thắng    | Số trận               | Bàn thắng             | Số trận       | Bàn thắng     | Số trận   | Bàn thắng |
| Nhật Bản              | Nhật Bản                    | Nhật Bản              | Giải vô địch | Giải vô địch | Cúp Hoàng đế Nhật Bản | Cúp Hoàng đế Nhật Bản | Cúp Liên đoàn | Cúp Liên đoàn | Tổng cộng | Tổng cộng |
| --------------------- | --------------------------- | --------------------- | ------------ | ------------ | --------------------- | --------------------- | ------------- | ------------- | --------- | --------- |
| 2005                  | Ryutsu Keizai University FC | JFL                   | 10           | 4            | -                     | -                     | -             | -             | 10        | 4         |
| 2006                  | Ryutsu Keizai University FC | JFL                   | 17           | 2            | 0                     | 0                     | -             | -             | 17        | 2         |
| 2007                  | Ryutsu Keizai University FC | JFL                   | 11           | 2            | 1                     | 0                     | -             | -             | 12        | 2         |
| 2008                  | Ryutsu Keizai University FC | JFL                   | 7            | 2            | 0                     | 0                     | -             | -             | 7         | 2         |
| 2009                  | Sagan Tosu                  | J2 League             | 15           | 1            | 1                     | 1                     | -             | -             | 16        | 2         |
| 2010                  | Sagan Tosu                  | J2 League             | 24           | 1            | 1                     | 2                     | -             | -             | 25        | 3         |
| 2011                  | Sagan Tosu                  | J2 League             | 35           | 7            | 1                     | 0                     | -             | -             | 36        | 7         |
| 2012                  | Sagan Tosu                  | J1 League             | 26           | 3            | 0                     | 0                     | 1             | 0             | 27        | 3         |
| 2013                  | Sagan Tosu                  | J1 League             | 31           | 6            | 5                     | 1                     | 2             | 2             | 38        | 9         |
| 2014                  | Sagan Tosu                  | J1 League             | 33           | 5            | 2                     | 1                     | 3             | 1             | 38        | 7         |
| 2015                  | Sagan Tosu                  | J1 League             | 26           | 1            | 2                     | 1                     | 3             | 0             | 31        | 2         |
| 2016                  | Sagan Tosu                  | J1 League             | 15           | 1            | 1                     | 0                     | 5             | 1             | 21        | 2         |
| Tổng cộng sự nghiệp   | Tổng cộng sự nghiệp         | Tổng cộng sự nghiệp   | 250          | 35           | 14                    | 6                     | 14            | 4             | 278       | 45        |